# Reducersåg
En reducersåg är en bandsåg som med hjälp av två sågklingor sågar bort två sidor av en stock på samma gång, och sedan genom att vända stocken 90 grader och såga den igen så avlägsnas de två kvarvarande sidorna. Resultatet blir ett fyrkantigt block som kan delas upp till brädor samt upp till fyra ytterligare brädämnen beroende på kvalitén på de sidor som sågades bort. Vissa reducersågar är dock utrustade med huggskivor som hugger upp sidorna till flis.